# Resolució 1803 del Consell de Seguretat de les Nacions Unides
La Resolució 1803 del Consell de Seguretat de les Nacions Unides, fou adoptada el 3 de març de 2008. El Consell de Seguretat de les Nacions Unides, de conformitat amb l'article 41 del Capítol VII de la Carta de les Nacions Unides, va reforçar les sancions contra Iran a causa del seu programa nuclear, demanant als països que vigilessin les activitats amb bancs iranians i que inspeccionessin avions i vaixells iranians sospitosos. També va exigir a l'Iran que cessés i desistís de qualsevol enriquiment d'urani. També obligava a l'Iran a detenir qualsevol investigació i desenvolupament associat amb centrifugadores i enriquiment d'urani. La resolució fou aprovada per 14 vots a favor i cap en contra, amb l'abstenció d'Indonèsia.

## Terminació
Les disposicions de la Resolució 1803 van ser rescindides per la resolució 2231 del Consell de Seguretat de les Nacions Unides vigent en el Dia d'implementació del Pla d'Acció Conjunt, el 16 de gener de 2016.